# Alcide Cerato
Alcide Cerato, né le 11 février 1939 à Legnaro, est un coureur cycliste et entrepreneur italien. Professionnel de 1961 à 1964, il a notamment terminé troisième du Tour de Lombardie en 1962.

## Biographie
Alcide Cerato devient coureur professionnel chez Molteni en juin 1961 après une carrière amateur avec plusieurs victoires. Il participe à deux reprises au Tour d'Italie en 1962 et  1963. Il obtient ses meilleurs résultats en 1962, où il est troisième du Tour de Lombardie (à 51 secondes du vainqueur Jo de Roo), deuxième de la Coppa Placci et du Tour du Trentin, ainsi que quatrième du Trophée Baracchi. L'année suivante, il prend la troisième place de la Coppa Placci.
Cependant, en 1964, sa carrière prend fin prématurément en raison d'une blessure causée par une chute lors du Tour de Lombardie. C'est ainsi qu'il prend le relais dans la gestion de la maison funéraire de son beau-père. Cerato est célèbre dans le monde funéraire pour avoir importé le concept américain des maisons funéraires, en avoir ouvertes plusieurs dans la région de Milan et pour avoir toujours cherché des innovations dans le secteur. 
Cependant, il reste dans le monde du cyclisme, jouant le rôle de manager dans diverses équipes amateurs et occupant des rôles de premier plan dans la Fédération italienne de cyclisme et dans le Conseil du cyclisme professionnel (CCP) dont il était président.
En 1965, Alcide Cerato fonde « Impresa San Siro » à Milan, une entreprise qui allait devenir un leader dans le secteur funéraire italien. En 2008, Alcide Cerrato et ses deux fils Massimo et Andrea sont arrêtés dans le cadre d'une enquête sur le racket du salon funéraire milanais, sur des accusations de corruption et de divulgation d'informations secrètes. L'action fait partie d'une importante opération auquel 300 carabiniers ont pris part et où 41 personnes ont été arrêtées. En 2019, la société est reprise et acquise par le groupe HOFI. Cependant, la famille Cerato continue à jouer des rôles exécutifs et décisionnels en tant que membre du conseil d'administration.
À 80 ans, en 2019, il annonce sa décision de prendre sa retraite.

## Palmarès sur route

### Par années
- 1959
  - Grand Prix de la ville de Camaiore
- 1961
  - 3e de Milan-Asti
- 1962
  - 2e du Tour du Trentin
  - 2e de la Coppa Placci
  - 3e du Tour de Lombardie
- 1963
  - 3e de la Coppa Placci

### Résultats sur les grands tours

#### Tour d'Italie
2 participations
- 1962 : 42e
- 1963 : abandon

## Palmarès sur piste
- 1963
  - 3e du championnat d'Italie de poursuite